# 内皮 (意大利)
内皮（義大利語：Nepi），是意大利维泰博省的一个市镇。总面积83.99平方公里，人口9463人，人口密度112.7人/平方公里（2009年）。ISTAT代码为056039。